# نین‌لیل

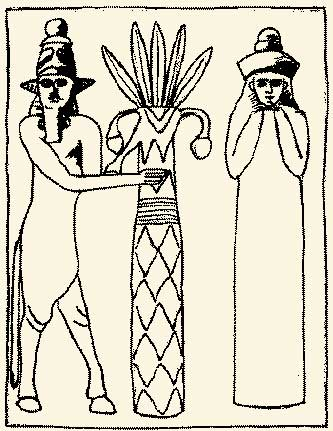

نینلیل (Ninlil) خدای مونث سومری که به عنوان «بانوی نسیم» شناخته می‌شود. وی الهه باد جنوب و همسر انلیل (Enlil) است.